# 朱伯龙
朱伯龙（1929年—2008年4月12日），男，江苏扬州人，中国结构工程专家，曾任同济大学教授、博士生导师。